# Salacia cauliflora
Salacia cauliflora är en benvedsväxtart som beskrevs av Albert Charles Smith. Salacia cauliflora ingår i släktet Salacia och familjen Celastraceae. Inga underarter finns listade.